# ArtRock.pl
ArtRock.pl – polski portal internetowy poświęcony przede wszystkim rockowi progresywnemu i art rockowi oraz innym rodzajom rocka, metalu i jazzu. Serwis utworzony został w 1997 pod nazwą Planet Caladan. W 2004 strona została przeniesiona na adres artrock.pl.
Portal gromadzi recenzje muzyczne (ponad 6000), wywiady (m.in. z takimi wykonawcami jak Acid Drinkers, Anathema, Dream Theater, Fink, The Gathering, Peter Hammill, Indukti, King Crimson, Marillion, Agnes Obel, Porcupine Tree, Zbigniew Preisner, Procol Harum, Riverside, Adam Strug, Mieczysław Szcześniak, Tymon Tymański, Wishbone Ash), relacje koncertowe i artykuły.
Portal posiadał niegdyś także czat i forum internetowe.